# پیج بوکرز
پیج بوکرز (انگلیسی: Paige Madison Bueckers (‎/ˈbɛkərz/‎؛ زادهٔ ۲۰ اکتبر ۲۰۰۱) بازیکن بسکتبال اهل ایالات متحده آمریکا است.
وی در مسابقات کشوری و بین‌المللی در مجموع برندهٔ ۴ مدال طلا شده‌است.